# Шекера Іван Михайлович
Іван Михайлович Шекера (1 жовтня 1928, Ніжин — 17 травня 1998, Київ) — український історик, дослідник історії України середніх віків, письменник.

## Життєпис
Народився 1 жовтня 1929 року в місті Ніжині. У 1943–1946 роках навчався в Ніжинському технікумі механізації сільського господарства. У 1951 році закінчив Ніжинський державний педагогічний інститут.
У 1951–1952 роках — інспектор шкіл Цуманського районного відділу народної освіти Волинської області, у 1952–1954 роках директор середньої школи в селі Сильному Цуманського району Волинської області, з 1954 року — інспектор шкіл Артемівського міського відділу народної освіти Сталінської області.
У 1954–1957 роках — аспірант, у 1958–1963 роках — молодший науковий співробітник, у 1963–1966, 1968–1969 роках — старший науковий співробітник відділу міст і сіл УРСР, у 1969–1989 роках  — старший науковий співробітник відділу феодалізму Інституту історії АН УРСР. 
У 1961 році під керівництвом доктора історичних наук В. О. Голобуцького захистив кандидатську дисертацію на тему «Посилення закріпачення селян і антифеодальні виступи на Правобережній Україні в другій половині XVI ст.»

## Праці
Брав участь у підготовці 26-томної «Історії міст і сіл Української РСР». Був членом авторського колективу багатотомної «Історії Української РСР», двотомної «Історії селянства Української РСР» (Київ, 1967).
Праці з історії княжої доби:
- «Міжнародні зв'язки Київської Руси» (1963);
- «Закарпаття — складова частина Київської Руси» (1965);
- «Київська Русь XI ст. у міжнародних відносинах» (1967);

Мав статті про становище селянства на Правобережній Україні в другій половині XVI століття.